# Katsuya Onizuka
Katsuya Onizuka (jap. 鬼塚 勝也, Onizuka Katsuya; * 12. März 1970 in Kitakyūshū, Japan) ist ein ehemaliger japanischer Boxer im Superfliegengewicht.

## Profikarriere
1988 begann er erfolgreich seine Profikarriere. Am 10. April 1992 boxte er gegen Thanomsak Sithbaobay um den Weltmeistertitel des Verbandes WBA und siegte durch einstimmige Punktrichterentscheidung. Diesen Titel verteidigte er insgesamt fünf Mal in Folge und verlor ihn im September 1994 an Hyung-Chul Lee durch Knockout.
Nach dieser Niederlage, die seine einzige war, beendete er seine Karriere.